# 도쿄 우준
도쿄 우준(일본어: 東京優駿 도쿄유슌[*])은 일본중앙경마회(JRA)가 도쿄경마장에서 시행하는 중앙경마의 G1급 경주다. 일반적으로는 별명인 일본 더비(일본어: 日本ダービー 닛폰다비[*], 영어: Japanese Derby)로 알려져 있다.
1위에게는 내각총리대신상, 일본마주협회연합회회장상, 동경마주협회상, 아사히신문사상(기수상)이 주어진다.
1932년(쇼와 7년) 영국의 더비 스테이크스를 모범으로 하여 메구로 경마장에서 창설되었다. 주행거리는 1회부터 지금까지 2400미터다. 이후 창설된 고월상・국화상과 함께 “삼관경주”를 구성한다. 여기에 4세(현재는 3세) 암말을 대상으로 하는 앵화상・우준빈마를 포함해 5개 경주를 “클래식경주”라고 총칭한다. 제3회부터 시행장을 현재의 도쿄경마장으로 변경한 것 외에는 개최지와 주행거리 모두 변경된 것이 없다. 이 경주에서 우승하는 것은 일본 경마계 모든 관계자가 동경하는 최고의 영예 중 하나로 여겨진다.
1973년(쇼와 48년)까지는 일본국내 최고상금 경주였다. 현재는 재팬컵과 아리마 기념에 이어 상금액 3위다.

## 역대 대회
| 회차 | 개최일        | 역대 BEST 3   | 역대 BEST 3   | 역대 BEST 3     |
| 우승 | 준우승        | 3위           |               |                 |
| ---- | ------------- | ------------- | ------------- | --------------- |
| 58회 | 1991. 05. 26. | 토카이 테이오 | 레오 더번     | 이이데 세종     |
| 64회 | 1997. 06. 01. | 서니 브라이언 | 실크 저스티스 | 메지로 브라이트 |
| 65회 | 1998. 06. 07. | 스페셜 위크   | 볼드 엠퍼러   | 다이와 슈페리어 |